# 97 Водолея
97 Водолея (лат. 97 Aquarii), HD 220278 — двойная звезда в созвездии Водолея на расстоянии (вычисленном из значения параллакса) приблизительно 213 световых лет (около 65 парсеков) от Солнца. Видимая звёздная величина звезды — +5,22m. Орбитальный период — около 64,62 лет.

## Характеристики
Первый компонент — белая звезда спектрального класса A3V или A2V. Масса — около 2,05 солнечных, радиус — около 3,09 солнечных, светимость — около 29,58 солнечных. Эффективная температура — около 7586 К.
Второй компонент — белая звезда спектрального класса A7V. Масса — около 1,57 солнечной.